# Der geheimnisvolle Wanderer
Der geheimnisvolle Wanderer è un cortometraggio muto del 1915 diretto da William Wauer.

## Produzione
Il film fu prodotto dalla Projektions-AG Union (PAGU) di Berlino da Paul Davidson.